# Tomis (genre)
Genre
Synonymes
- Pseudattulus Caporiacco, 1947

Tomis est un genre d'araignées aranéomorphes de la famille des Salticidae.

## Distribution
Les espèces de ce genre se rencontrent en Amérique.

## Liste des espèces
Selon World Spider Catalog (version 21.5, 03/11/2020) :
- Tomis beieri (Caporiacco, 1955)
- Tomis canus Galiano, 1977
- Tomis kratochvili (Caporiacco, 1947)
- Tomis manabita W. Maddison, 2020
- Tomis mazorcanus (Chamberlin, 1920)
- Tomis mona (Bryant, 1947)
- Tomis palpalis F. O. Pickard-Cambridge, 1901
- Tomis pavidus (Bryant, 1942)
- Tomis phaleratus (Galiano & Baert, 1990)
- Tomis pintanus (Edwards & Baert, 2018)
- Tomis tenebricus (Galiano & Baert, 1990)
- Tomis trisetosus (Edwards & Baert, 2018)
- Tomis uber (Galiano & Baert, 1990)
- Tomis vanvolsemorum (Baert, 2011)
- Tomis welchi (Gertsch & Mulaik, 1936)

## Publication originale
- F. O. Pickard-Cambridge, 1901 : Arachnida - Araneida and Opiliones. Biologia Centrali-Americana, Zoology. London, vol. 2, p. 193-312 (texte intégral).